# Луис Фонси
Луис Алфонсо Родригес Лопес-Сеперо (на испански: Luis Alfonso Rodríguez López-Cepero), известен със сценичното си име Луис Фонси е пуерторикански певец, музикант, автор на песни и актьор. Става световноизвестен с песента си Despacito (в превод Бавно, 2017 г.) Само осем месеца след излизането на клипа с тази песен, тя става първата, гледана повече от 4,5 милиарда пъти на Ютюб.
Певец и композитор, Луис се превръща в истински идол за милиони латиноамериканци, които слушат всяка от неговите интерпретации. Музиката му, макар и еклектична, се състои от различни ритми: R&B, романтични балади и поп-рок.
През 2006 г. сключва брак с пуерториканската актриса Адамари Лопес, но те се развеждат през 2010 г. След това има връзка с испанския модел Агеда Лопес, от която има две деца – Микаела, родена през 2011 г. и Роко, роден през 2016 г.

## Дискография

### Албуми
- 1998: Comenzaré
- 2000: Eterno
- 2002: Amor Secreto
- 2002: Fight The Feeling
- 2003: Abrazar la vida
- 2005: Paso a Paso
- 2008: Palabras del Silencio
- 2011: Tierra Firme
- 2014: 8
- 2017: Despacito

### Компилации
- 2001: Remixes
- 2006: Grandes éxitos 98:06

## Филмография

### Телевизионни участия
- Fantastic Dúo (шоу програма, 2017) – Специален гост
- The Voice Chile (музикално реалити, 2015/16) – Главен съдия
- La Voz Colombia (музикално реалити, 2012) – Гост
- Изпълнена с любов (теленовела, 2010) – Изпълнява песента към теленовелата
- Atrévete a soñar (теленовела, 2010) – Изпълнява песента към теленовелата
- Corazones al límite (теленовела, 2002) – Рой
- Como en el cine (теленовела, 2001) – Специален гост
- Sin permiso de tus padres (2001) – Специален гост
- Taina (2001) – Специален гост
- Amantes de luna llena (теленовела, 2000) – Специален гост